# 1657 en philosophie
Chronologie de la philosophie
- 1653
- 1654
- 1655
- 1656
- 1657
- 1658
- 1659
- 1660
- 1661

L’année 1657 a été marquée, en philosophie, par les événements suivants :

## Publications
- Marin Cureau de La Chambre : La Lumière (1657) Texte en ligne 1

- Comenius : 
  - Opera didactica omnia (Œuvres didactiques complètes) (1657) - un recueil de ses écrits pédagogiques;
  - Lux in tenebris (La Lumière dans les ténèbres).

- Franciscus van den Enden : Philedonius.

- Blaise Pascal : De l’Esprit géométrique et de l’Art de persuader (1657)

## Naissances
- John Norris (décédé en 1711) fut un philosophe et théologien anglais.
- 24 mars : Arai Hakuseki (新井白石, décédé le 29 juin 1725) était un fonctionnaire, universitaire, administrateur, écrivain polygraphe et homme politique japonais confucéen de la période Edo. Il fut le conseiller du shogun Ienobu Tokugawa. Son vrai nom était Kinmi ou Kimiyoshi (君美). Hakuseki (白石) était un pseudonyme. Son père était Arai Masazumi (新井正済), un samouraï du clan Kururi.

## Décès
- 16 juin à Padoue : Fortunio Liceti (en latin Fortunius Licetus) (né le 3 octobre 1577 à Rapallo, dans la république de Gênes) est un philosophe, médecin, universitaire et savant italien du XVIIe siècle.

- 7 novembre à Bologne, en Émilie-Romagne : Mario Bettinus (ou Bettini) (né le 6 février 1582 dans la même ville) était un jésuite italien du XVIIe siècle, qui fut également philosophe, mathématicien et astronome.